# Sáska, Veszprém
Sáska  este un sat în districtul Tapolca, județul Veszprém, Ungaria, având o populație de 297 de locuitori (2011). 

## Demografie
Componența etnică a satului Sáska
     Maghiari (94,22%)
     Romi (5,78%)
Componența confesională a satului Sáska
     Romano-catolici (77,44%)
     Fără religie (6,4%)
     Reformați (2,69%)
     Necunoscută (13,47%)
     Alte religii (1,01%)
Conform recensământului din 2011, satul Sáska avea 297 de locuitori. Din punct de vedere etnic, majoritatea locuitorilor (94,22%) erau maghiari, cu o minoritate de romi (5,78%).  Din punct de vedere confesional, majoritatea locuitorilor (77,44%) erau romano-catolici, existând și minorități de persoane fără religie (6,4%) și reformați (2,69%). Pentru 13,47% din locuitori nu este cunoscută apartenența confesională.